# Norbert Oršulák
Norbert Oršulák (* 14. dubna 1969 Prešov) je bývalý slovenský fotbalista.

## Fotbalová kariéra
V československé nejvyšší soutěži nastoupil za Tatran Prešov v jednom utkání, aniž by skóroval. Toto střetnutí se hrálo 8. listopadu 1992 v Prešově a domácí v něm porazili pražskou Duklu 2:1.
S Tatranem Prešov se stal v sezoně 1985/86 dorosteneckým mistrem Československa.

## Ligová bilance
| Ročník                                   | Zápasy | Góly | Minuty | Klub          |
| ---------------------------------------- | ------ | ---- | ------ | ------------- |
| 1. československá fotbalová liga 1992/93 | 1      | 0    | 90     | Tatran Prešov |
| CELKEM                                   | 1      | 0    | 90     |               |